# Killingly (Connecticut)
Killingly es un pueblo ubicado en el condado de Windham en el estado estadounidense de Connecticut. En el año 2005 tenía una población de 17.386 habitantes y una densidad poblacional de 138 personas por km².

## Geografía
Killingly se encuentra ubicada en las coordenadas 41°49′53″N 71°51′01″O / 41.83139, -71.85028.

## Demografía
Según la Oficina del Censo en 2000 los ingresos medios por hogar en la localidad eran de $41,087, y los ingresos medios por familia eran $46,645. Los hombres tenían unos ingresos medios de $35,367 frente a los $24,600 para las mujeres. La renta per cápita para la localidad era de $19,779. Alrededor del 8.7% de la población estaban por debajo del umbral de pobreza.